# Beatrix College

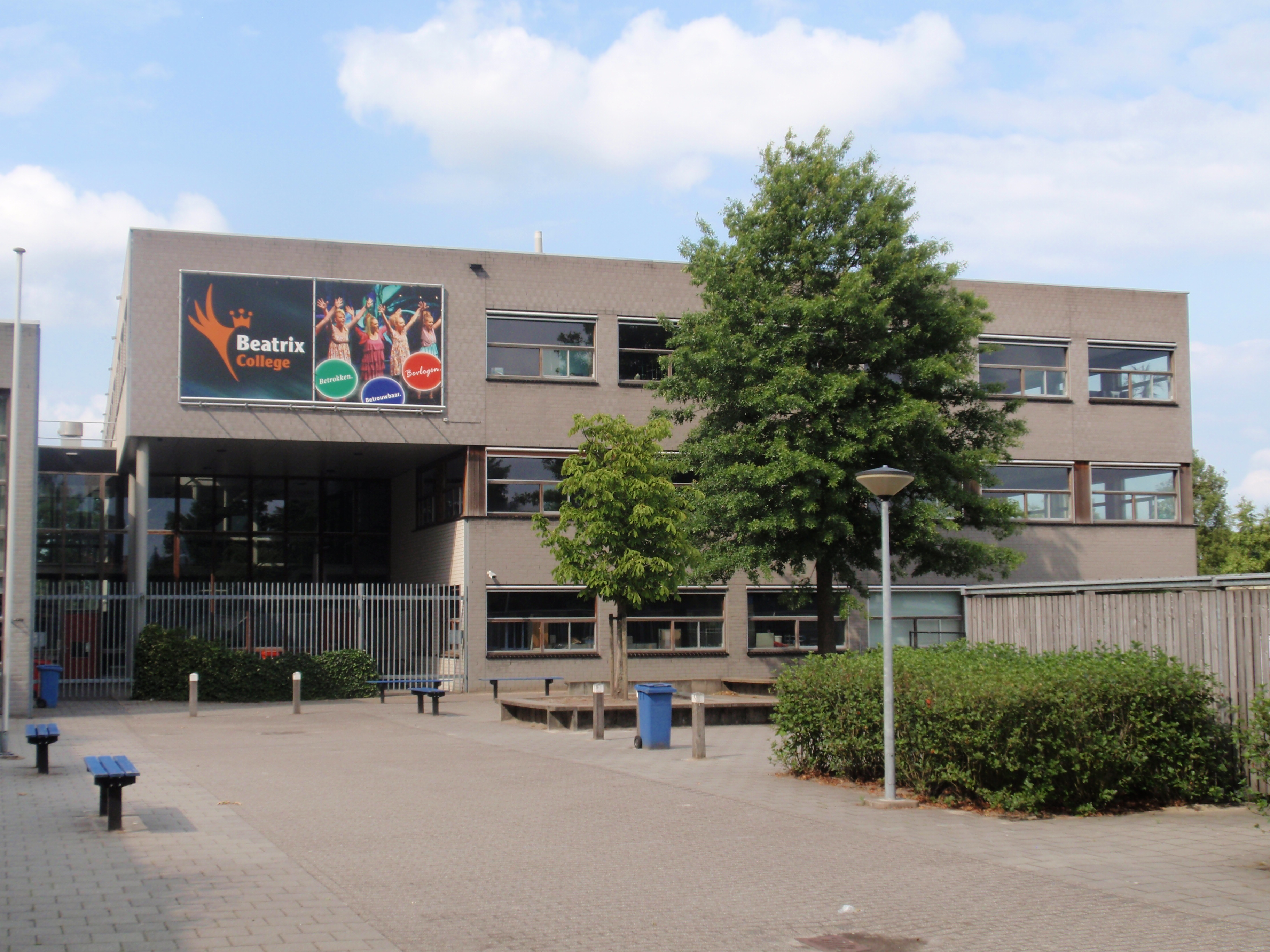
Gebouw B

Het Beatrix College is een Nederlandse middelbare school in de Tilburgse wijk Reeshof. De school bezit 4 gebouwen en in het schooljaar 2008-2009 had het Beatrix College 1.998 leerlingen, waarvan 964 jongens en 1.034 meisjes. In het begin van schooljaar 2009-2010 werd er een gebouw van noodlokalen gebouwd, genaamd "VIP-Locatie", om het stijgende aantal leerlingen op te kunnen vangen. Het VIP-Gebouw is nu bekend onder de naam "gebouw D". De school is gesticht in 1957 als Beatrix MAVO. De school biedt vmbo-tl (4 jaar), havo (5 jaar) en vwo (6 jaar) aan.

## Schoolgebouwen
Het Beatrix College bestaat uit vier leshuizen, gebouw A, gebouw B, gebouw C en gebouw D. Deze onderdelen zijn met elkaar verbonden, maar vormen ook een eigen eenheid. Elk gebouw heeft bijvoorbeeld een eigen ingang, een eigen fietsenstalling, een eigen conciërge, een eigen leshuisleiding en eigen onderwijsteams (zogenoemde kernteams). In leshuis C zitten de brugklassen en 2e klassen met uitzondering van 2e klas vmbo (deze zitten in gebouw D). Ook zijn de tta-klassen (tweetalig atheneum) t/m leerjaar 3 in gebouw C gevestigd. Hier zitten dus de jongste leerlingen. Het gebouw wordt ook wel het Junior-leshuis genoemd. In lesgebouw B zitten de bovenbouwklassen (havo, vwo en tta). Verder zit er in leshuis A 5M en 3e klassen. De vmbo klassen zijn vanaf leerjaar 2 gevestigd in gebouw D.
Door deze indeling blijft het onderwijs voor de leerlingen kleinschalig en dus overzichtelijk.

## Trixweek
Het Beatrix College heeft ieder jaar een zogenoemde Trixweek. In deze week doen alle klassen van de brugklas leuke, actieve en leerzame activiteiten. Ook maken ze kennis met hun klasgenoten en mentor(en). De Trixweek wordt afgesloten met een brugklasfeest.

## Bekende oud-leerlingen
- Jacqueline Govaert, zangeres
- Jan Taminiau, modeontwerper
- Stefan van Rijswijk, basgitarist en producer